# Останец

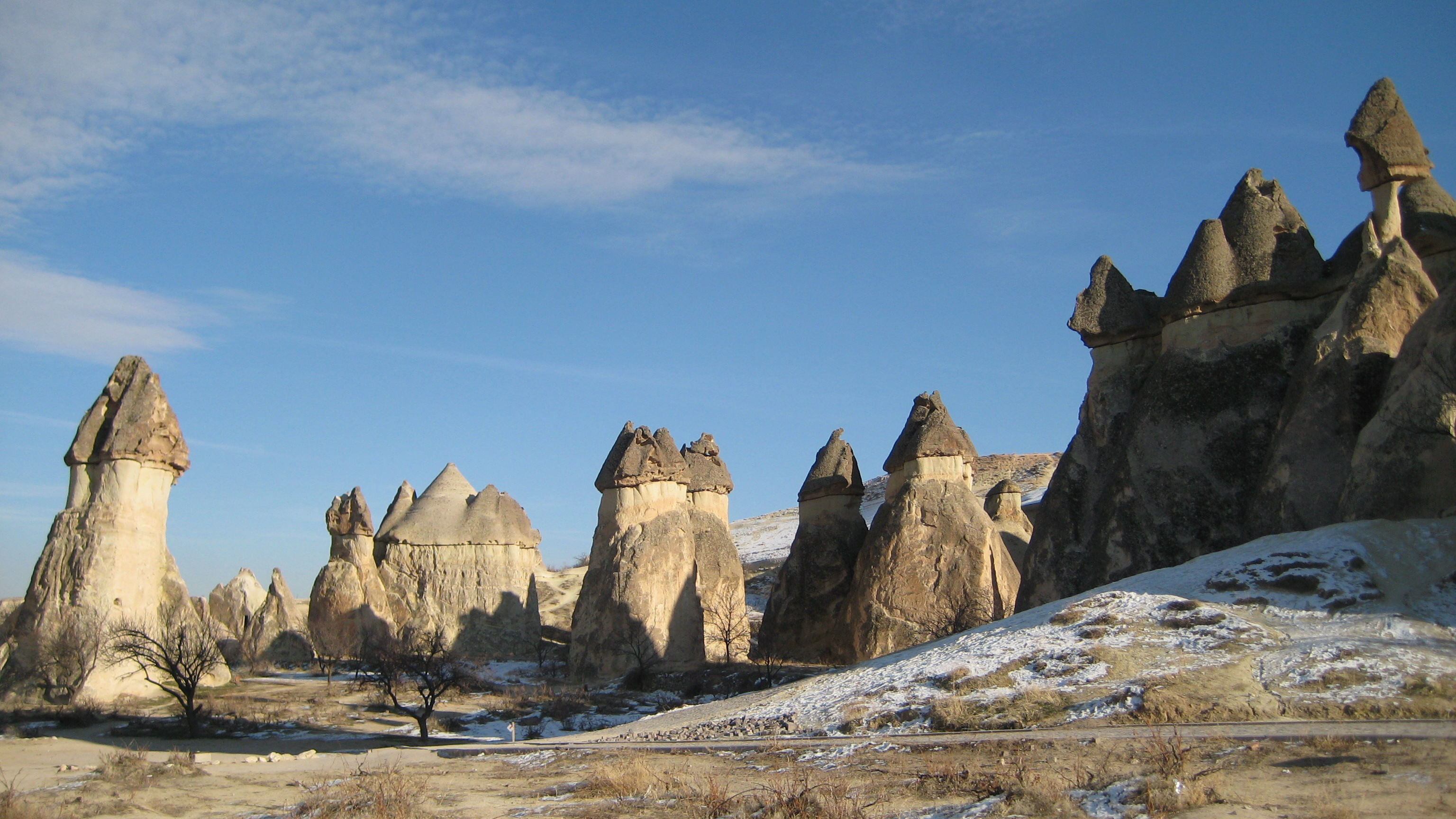
Каменные столбы Каппадокии

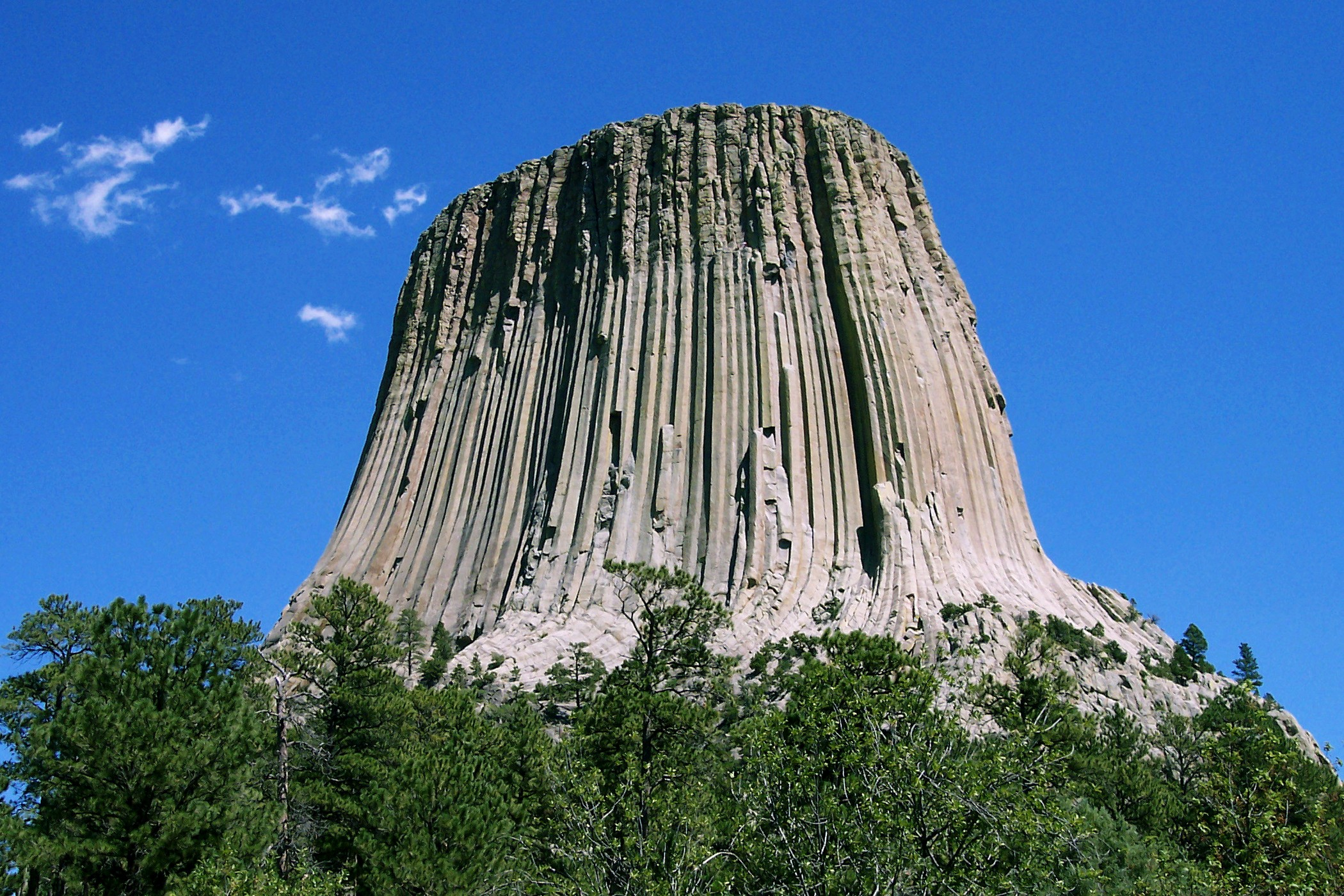
«Башня Дьявола», США

Остане́ц — в геологии: изолированный массив горной породы, который остался после разрушения окружавшей его более неустойчивой породы какими-либо экзогенными факторами — выветриванием, эрозией, воздействием воды и т. д.
Различают:
- останцы денудационные — состоящие из пород, более стойких против выветривания и денудации;
- останцы-свидетели, или столовые горы, — сохранившиеся участки бывшего плато;
- останцы обтекания — образовавшиеся при прорыве рекой шейки врезанной излучины и отчленении выступа коренного берега.